# Dwa tygodnie w innym mieście
Dwa tygodnie w innym mieście (ang. Two Weeks in Another Town) – amerykański film obyczajowy z 1962 roku w reżyserii Vincente Minnellego, zrealizowany na podstawie powieści Irwina Shawa.

## Fabuła
Jack Andrus to podstarzały aktor, która lata sławy ma za sobą. Jest na dnie, dużo pije, żona rozwiodła się z nim, o mało nie ginie w wypadku samochodowym i spędził trzy lata w sanatorium, dochodząc do siebie po załamaniu nerwowym.
Reżyser Maurice Kruger, który był kimś w rodzaju mentora Andrusa, też jest na dnie. Jakkolwiek, trafia do Włoch, gdzie kręci film z przystojnym i obiecującym aktorem Davie Drewem.
Andrus dostaje szansę wyjazdu do Włoch i zagrania w nowym filmie Krugera. Jest zawiedziony, gdy na miejscu dowiaduje się, że jego rola już została obsadzona. Żona Krugera, Clara nie żałuje go, ale zostaje zaproszony przez studio należące do byłej żony przy dubbingu filmu.

## Główne role
- Kirk Douglas – Jack Andrus
- Edward G. Robinson – Maurice Kruger
- Cyd Charisse – Carlotta
- George Hamilton – Davie Drew
- Dalja Lawi – Veronica
- Claire Trevor – Clara Kruger
- James Gregory – Brad Byrd
- Rosanna Schiaffino – Barzelli
- Joanna Roos – Janet Bark
- George Macready – Lew Jordan
- Mino Doro – Tucino
- Stefan Schnabel – Zeno
- Vito Scotti – Asystent reżysera
- Tom Palmer – Dr Zimne Oczy
- Erich von Stroheim Jr. – Ravinksi
- Leslie Uggams – Chanteuse